# Migration (musikalbum)
Migration är Sambassadeurs andra studioalbum, utgivet den 16 oktober 2007 av skivbolaget Labrador. Från skivan utgavs låten "Final Say" som singel.

## Låtlista
1. "The Park"
2. "Subtle Changes"
3. "That Town"
4. "Fallin' in Love"
5. "Migration"
6. "Final Say"
7. "Someday We're Through"
8. "Something to Keep"
9. "Calvi"

## Mottagande
Skivan snittar på 3,8/5 på Kritiker.se, baserat på tio recensioner.

## Listplaceringar
| Lista (2007) | Topplacering |
| ------------ | ------------ |
| Sverige      | 60           |

### Fotnoter
1. ↑  ”Sambassadeur”. Discogs.com. http://www.discogs.com/Sambassadeur-Migration/release/2160872. Läst 1 mars 2012.
2. ↑  ”Sambassadeurs diskografi”. Labrador Records. Arkiverad från originalet den 29 februari 2012. https://web.archive.org/web/20120229224624/http://www.labrador.se/releases/sambassadeur.php3. Läst 1 mars 2012.
3. ↑  ”Migration”. Kritiker.se. https://kritiker.se/skivor/sambassadeur/migration/. Läst 1 mars 2012.
4. ↑  Placeringar på den svenska albumlistan